# Leksakskatalog

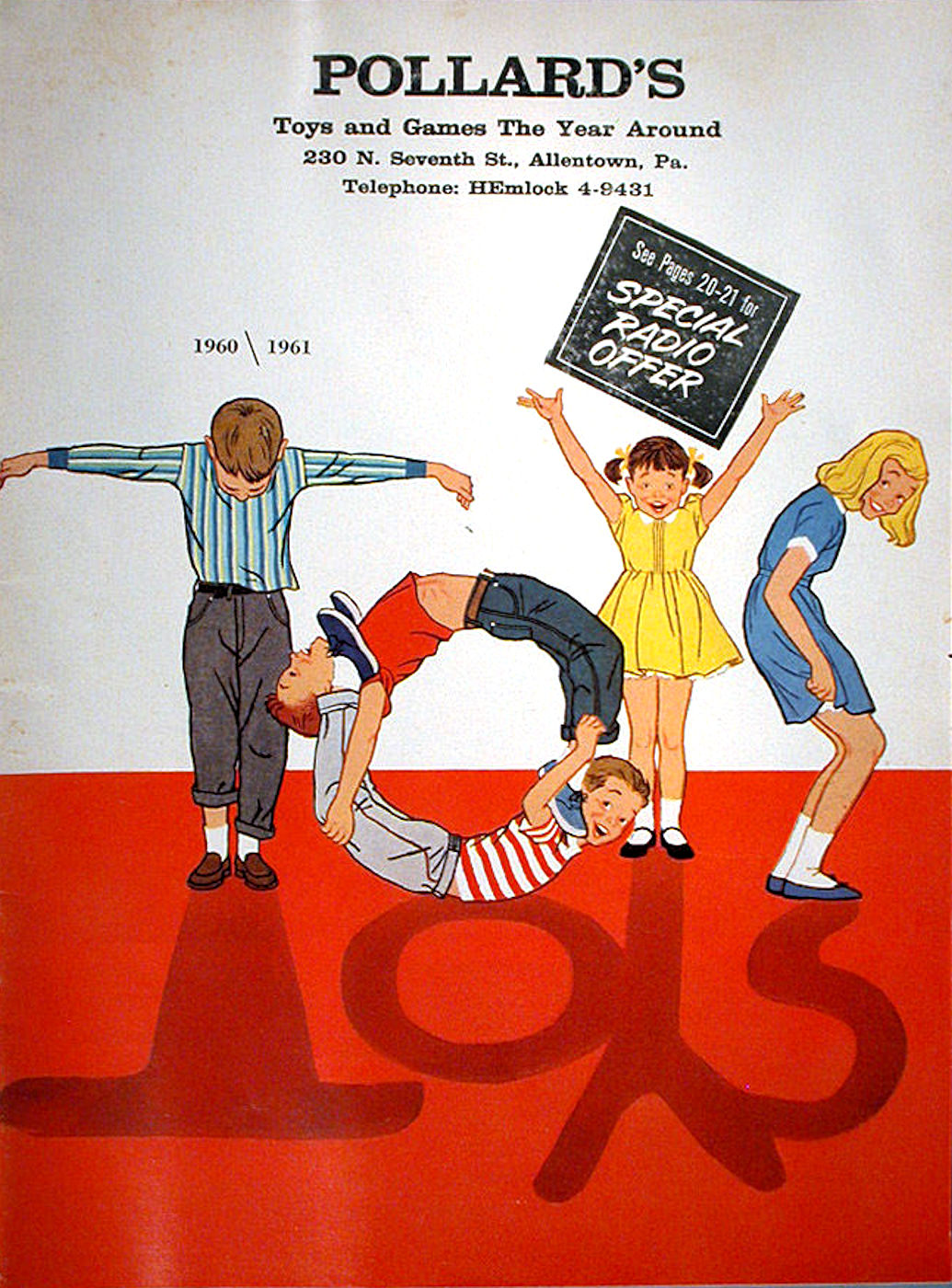
Omslaget till en amerikansk leksakskatalog 1960–1961.

En leksakskatalog är en produktkatalog för leksaker, och brukar delas ut som direktreklam inför julhandeln. Vanligtvis innehåller den ett blandat urval av leksaker för barn i olika åldrar, men det finns också vissa tema- och varumärkesbaserade leksakskataloger, till exempel: Legokatalogen, Playmobilkatalogen och Briokatalogen.
Under 2000-talet har leksakskatalogerna ibland kritiserats för att upprätthålla stereotypa könsroller.

### Fotnoter
1. ↑  Henrik Olsson (8 november 2012). ”Barn överöses med stereotyp reklam” (på svenska). Sveriges Radio. https://sverigesradio.se/artikel/5336009. Läst 9 maj 2021.
2. ↑  Sandra Edvardsson (9 februari 2014). ”Barns syn på lek i relation till genus”. Karlstads universitet. http://www.diva-portal.se/smash/get/diva2:695014/FULLTEXT01.pdf. Läst 23 januari 2019.